# Helstrom
Helstrom ist eine US-amerikanische Fernsehserie, die zum Marvel Cinematic Universe (MCU) gehört. Sie wurde von Paul Zbyszewski entwickelt und basiert auf den „Son of Satan“-Comics.
Am 14. Dezember 2020 wurde die Serie nach einer Staffel von Hulu eingestellt.

## Handlung
Daimon und Ana Helstrom sind der Sohn und die Tochter eines mysteriösen und mächtigen Serienmörders. Die Geschwister haben eine komplizierte Dynamik, während sie das Schlimmste in den Menschen aufspüren. Beide mit ihren eigenen Überzeugungen und Fähigkeiten.

## Besetzung und Synchronisation
Die deutsche Synchronisation entstand unter Dialogbüchern und Dialogregie von Werner Böhnke bei Iyuno Germany in Berlin.

### Hauptrolle
| Rollenname          | Schauspieler     | Hauptrolle (Folge)              | Synchronsprecher  |
| ------------------- | ---------------- | ------------------------------- | ----------------- |
| Daimon Helstrom     | Tom Austen       | 1.01–1.10                       | Fabian Oscar Wien |
| Ana Helstrom        | Sydney Lemmon    | 1.01–1.10                       | Nicole Hannak     |
| Victoria Helstrom   | Elizabeth Marvel | 1.01–1.10                       | Katy Karrenbauer  |
| Caretaker           | Robert Wisdom    | 1.01–1.05, 1.07, 1.09–1.10      | Werner Böhnke     |
| Dr. Louise Hastings | June Carryl      | 1.01–1.10                       | Heide Domanowski  |
| Gabriella Rosetti   | Ariana Guerra    | 1.01–1.10                       | Laura Elßel       |
| Chris Yen           | Alain Uy         | 1.01–1.02, 1.04–1.07, 1.09–1.10 | Arne Stephan      |

### Nebenrolle
| Rollenname             | Schauspieler            | Nebenrolle (Folge)          | Synchronsprecher       |
| ---------------------- | ----------------------- | --------------------------- | ---------------------- |
| Junger Daimom Helstrom | Nolan Hupp              | 1.01, 1.05, 1.07–1.08, 1,10 | Jaron Müller           |
| Junge Ana Helstrom     | Erica Tremblay          | 1.01–1.03, 1.05, 1.07       | Cheyenne-Safayatou Ali |
| Keith Spivey           | Daniel Cudmore          | 1.01–1.03, 1.06–1.08        | Armin Schlagwein       |
| Ellis                  | Shayn Walker            | 1.01, 1.04, 1.06            | Oscar Räuker           |
| Esther Smith           | Deborah Van Valkenburgh | 1.02, 1.07–1.08, 1.10       | Sabine Walkenbach      |
| Bryce                  | Zachary S. Williams     | 1.03–1.05                   | Sebastian Fitzner      |
| Finn Miller            | David Meunier           | 1.04, 1.08–1.10             | Andreas Hosang         |
| Pater Joshua Crow      | Trevor Roberts          | 1.04, 1.06–1.10             | Viktor Neumann         |
| Derrick Jackson        | Hamza Fouad             | 1.04, 1.07, 1.09            | Jeremias Koschorz      |
| Marduk Helstrom        | Mitch Pileggi           | 1.10                        | Lutz Mackensy          |

## Episodenliste
| Nr. | Deutscher Titel               | Originaltitel           | Erstveröffentlichung USA | Deutschsprachige Erstveröffentlichung (D/A/CH) | Regie              | Drehbuch                |
| --- | ----------------------------- | ----------------------- | ------------------------ | ---------------------------------------------- | ------------------ | ----------------------- |
| 1   | Die kleinen Helfer der Mutter | Mother’s Little Helpers | 16. Okt. 2020            | 23. Feb. 2021                                  | Daina Reid         | Paul Zbyszewski         |
| 2   | Viaticum                      | Viaticum                | 16. Okt. 2020            | 23. Feb. 2021                                  | Anders Engstrom    | Blair Butler            |
| 3   | Die Eine, die entkam          | The One Who Got Away    | 16. Okt. 2020            | 26. Feb. 2021                                  | Michael Offer      | Marcus Dalzine          |
| 4   | Eindämmung                    | Containment             | 16. Okt. 2020            | 11. März 2021                                  | Amanda Row         | Sheila Wilson           |
| 5   | Verpflichtet                  | Committed               | 16. Okt. 2020            | 12. März 2021                                  | Jovanka Vuckovic   | Ian Sobel & Matt Morgan |
| 6   | Leviathan                     | Leviathan               | 16. Okt. 2020            | 19. März 2021                                  | Sanford Bookstaver | Amanda Segel            |
| 7   | Narben                        | Scars                   | 16. Okt. 2020            | 26. März 2021                                  | Bill Roe           | Mark Leitner            |
| 8   | Unterhalb                     | Underneath              | 16. Okt. 2020            | 2. Apr. 2021                                   | Cherie Nowlan      | Maggie Bandur           |
| 9   | Schiffe                       | Vessels                 | 16. Okt. 2020            | 9. Apr. 2021                                   | Kevin Tancharoen   | Matt Morgan             |
| 10  | Höllensturm                   | Hell Storm              | 16. Okt. 2020            | 16. Apr. 2021                                  | Jim O’Hanlon       | Paul Zbyszewski         |

## Hintergrund
Im Mai 2019 kündigten Marvel und Hulu die Serien Marvel’s Helstrom und Marvel’s Ghost Rider an. Beide Serien sollten – ähnlich wie Marvels Netflix-Serien – zusammenhängen. Marvel kündigte an, dass beide Serien zum Marvel Cinematic Universe gehören sollen, aber unabhängig von den Filmen und anderen Serien agieren. Auf der San Diego Comic-Con International 2019 verkündete Jeph Loeb, dass neben diesen zwei Serien ein bis zwei weitere Horrorserien unter dem Titel „Adventure Into Fear“ auf Hulu geplant sind. Zudem bestätigte er, dass der Ghost Rider aus der gleichnamigen Serie Erinnerungen an die Geschehnisse aus der vierten Staffel von Agents of S.H.I.E.L.D. haben wird. Im Oktober 2019 wurde bekannt gegeben, dass Marvel Television von Marvel Studios übernommen wird und damit alle geplanten Projekte verworfen werden. Da sich Helstrom bereits in einem fortgeschrittenen Produktionsstatus befand, wurde die Serie unter der Leitung von Marvel Studios fertig produziert. Wie bereits auf ersten Bildern im Juni 2020 zu sehen war, wurde die Serie im Juli in Helstrom umbenannt. Marvel wollte sich nach eigenen Aussagen von den Horror-basierenden Inhalten distanzieren und vermeiden, dass man zufällig auf diese Serie stößt, wenn man nach Medien mit demselben Ton der Marvel-Cinematic-Universe-Filme sucht.